# Bijedna Mara
Bijedna Mara je djelo Luke Botića, epska pripovijest iz narodnog života u Dalmaciji u drugoj polovici devetnaestog stoljeća.

## Glavne odlike djela
- napuštanje crno-bijelog gledanja na muslimansko-kršćansku sučeljnost
- borba za vjersku snošljivost i ljudska prava i slobode
- mjesto radnje: okolica Splita, Konjsko selo
- nesretna i zabranjena ljubav muslimana Adela i kršćanke Mare (Marije)
- epski deseterac, 6 pjevanja
- karakteristični lirski motivi zorice, danice, sunca

## Radnja

### 1. pjevanje
U Konjskome selu nekada se pjevalo i plesalo kolo, a sada je sve umrtvljeno. Razgovaraju slijepac i vođa, spominju Melku i Omera, blizance. Melka veze vez za Adela, momka o kojem razmišlja i sniva, iako ga nikada nije vidjela. Omer je protiv ljubavi sestrine prema Adelu. 

### 2. pjevanje
Turčin, Adel kreće na put, majka žali i boji se nesreće, boji se za svoga sina, kako ga ne bi opčinila neka djevojka. Adelov sluga Ibrahim govori Adelu o djevojci Melki, Dizdarevoj kćeri, kako ona voli Adela i da je ne odbija. Bit će ili po volji Alaha ako mu je Melka suđena ili Adelu prijeti smrt. Dizdar nudi Adelu kći, Adel je ne želi jer nikada je vidio nije i nije mu ona po srcu suđena, on želi samo Maru. Adel vjeruje u Marinu vjernost i govori to pjesniku. Adel kreće u Split (Spljet) k Mari. Susreće Maru i njezinu sestru Ivanicu Vornić na pazaru te pjeva pjesmu svojoj Mari. 

### 3. pjevanje
Nekoliko dana poslije Adel veselo pjeva, majka se brine za njega, usamljena je i želi sinu ženidbu i ženu u kući. Adel se odlučuje na prošnju Mare, kreće s Ibrahimom na put. Tri dana gleda vile, uzima cvijeće i čeka Maru u vinogradu, u Dujmovači, a ona ne dolazi. Susreće pjesnika koji mu govori kako zna što je bilo s Marom i ispričat će mu sve, ako mu Adel za uzvrat obeća kako neće napadati Split. Pjesnik Adelu otkriva nesreću što ju je skrivio pjevajući na pazaru Mari o svojoj ljubavi pred svima. Dizdar, Marin otac i braća ljutita su čuli za taj događaj, smatraju to velikom sramotom i okrivljuju Maru za grijeh, i povod što ga je dala i izazvala pjesmu ljubavnu Adelovu. Sestra Ivanica prepričava događaj ocu, ali otac ne vjeruje u Marinu nevinost i tjera je u manastir kako bi se pokajala za svoje grijehe. Otac ide popu Damjanu po savjet. Pop mu govori kako ne treba suditi djetetu, dijete je grijeh (a samo su se vidjeli!) isplakalo i to je dovoljno. Otac ipak šalje kćer u manastir na dvije godine. 

### 4. pjevanje
Pjesniku se u snu javlja vila i govori o ljubavi Ade i Mare. Pjesnik susreće dva Turčina na konjima, s njima polazi na put, a oni ga odvode pred Dizdarevu kulu, zatvaraju ga u sobu u kojoj ga čeka neka djevojka. To je Melka koja želi od pjesnika “čini” i vračbe jer je ljubomorna što Adel voli Maru, a ne nju. Pjesnik joj ispriča njihovu tužnu priču te na kraju Melki bude žao i ispričava se za proklinjanje. Pjesnik bježi. Ado spjeva pjesme za Maru i žali se majci, majka ga tješi. 

### 5. pjevanje
Mara u postelji leži bolesna, Ivanica je tješi. Mara bunca u bolesti, tuži se na sudbinu i nesretnu ljubav, roditelji i braća gledaju kako pati. Mara ih moli za oprost, otac, iako je srca kamena, na kraju joj daje oprost i blagoslov. Mara se oprašta od njih, zahvaljuje im na svemu, moli se i umire. Sestrina tužaljka i žalostiva pjesma ganutog pjesnika “Bijedna Mara”. 

### 6. pjevanje
Putnik, pjesnik iz Splita, kuca Adelovoj majci na vrata, traži prenoćište. Ibrahim mu prepričava boli i jadikovanje Adelovo koje je noćas proživljavao. Putnik mu govori da je stoga što mu je draga noćas umrla i da zna lijeka za to, neka ga puste malo, neka tuguje, a poslije trebaju otići po Melku iz Konjskog. Tako majka, poslušavši savjet, najprije žali sa sinom za Marom, a potom mudro kaže kako želi sa sinom poći rodbini u selo Broćanac, pored Konjskoga. Susreću na putu djevojke, majka priča s jednom, a na kraju se otkriva kako je ta djevojka Marina. Majka se sjeća svoje sestre koju dugo nije vidjela jer se udala u drugo selo, poslije umrla i povjerili joj svoju djecu i kćerkicu na “čuvanje”, a ta kćerkica je Melka. Brine se Adelova majka za Melku i treba dobrog prosca joj izabrati te joj zato ide u posjet, a kaže Adel da ne traži majka Melki prosca, on će ju ženiti. Svatovi. Mara se više nikada ne spominje!